# Лужани (футбольний клуб)
ФК «Лужани» — аматорський футбольний клуб із смт Лужани Кіцманського району Чернівецької області. Чемпіон України серед аматорських команд 2008 року.

## Історія
У 1947 році лужанський «Колгоспник» деб'ютував в чемпіонаті області, де посів 10-те місце серед 15 команд. Тривалий час команда вважалася середнячком і лише у 1975 році вперше здобула звання чемпіона області.
Найбільших успіхів команда досягла починаючи з 1996 року. Підопічні Василя Орлецького і Ярослава Мазура стали багаторазовими чемпіонами і володарями Кубка Чернівецької області.
Починаючи з 1996 року ФК «Лужани» бере активну участь у чемпіонатах та розіграшах Кубка України серед аматорів. У 2000 році лужанський футбольний клуб виборов Кубок України серед аматорів. У 2007 році ФК «Лужани» завоював бронзові медалі чемпіонату України. А у 2008 лужанчани стали чемпіонами серед аматорів.
У кінці 2000-них команда була лідером буковинського аматорського футболу. Сезон 2009 року став для команди останнім у чемпіонаті області, і з наступного сезону команда з фінансових причин припинила виступи в обласних змаганнях. У 2011 році команда виступала в чемпіонаті та кубку Кіцманського району

## Досягнення
- Чемпіон України серед аматорів — 2008 року.
- Бронзовий призер чемпіонату України серед аматорів — 2007.
- Володар кубка України среди серед аматорів — 2000.
- Чемпіон Чернівецької області — 1975, 2008.
- Володар кубка Чернівецької області — 6 разів: ..., 2009.

## Відомі футболісти
- Вадим Заяць (2007—2009)
- Сергій Черняк (2008)